# Buzignargues
Buzignargues település Franciaországban, Hérault megyében. Lakosainak száma 373 fő (2022. január 1.). Buzignargues Montaud, Galargues, Saint-Bauzille-de-Montmel és Saint-Hilaire-de-Beauvoir községekkel határos.

## Népesség
A település népességének változása:
| Lakosok száma | 117  | 151  | 160  | 243  | 276  | 310  | 337  | 361  | 363  | 373  |
|               | 1968 | 1982 | 1990 | 2006 | 2013 | 2015 | 2017 | 2019 | 2020 | 2022 |